# Жаркое лето 1975 (Португалия)
«Жаркое лето 1975» (порт. «Verão Quente 1975») — кризисный период португальской политической жизни, остроконфликтный этап революционного процесса. Характеризовался жёстким противоборством левых и правых радикалов, многочисленными актами насилия. Фактически начался в конце сентября 1974 года (отстранение генерала Спинолы с поста президента, резкое усиление ПКП и прокоммунистического крыла ДВС) и завершился в конце ноября 1975 года (подавление левого «путча Карвалью» с последующей постепенной стабилизацией). Однако на июль-август 1975 года — этот период обычно понимается как Verão Quente — пришлось максимальное обострение обстановки, сотни погромов, столкновений и терактов. В этот период обозначился перевес правых сил, проявившийся 25 ноября 1975 года.

## Предыстория
Революция гвоздик 25 апреля 1974 года была встречена почти полной поддержкой португальского общества. Исключение составляли лишь немногие убеждённые салазаристы, типа генерала Каулза ди Арриага и его сторонников. Вооружённое сопротивление оказала лишь небольшая группа сотрудников политической полиции ПИДЕ, но оно было быстро подавлено. Многочисленный Португальский легион рассеялся без единого выстрела. По одну сторону баррикад временно оказались консерватор Антониу ди Спинола и коммунист Алвару Куньял.
Но уже через несколько месяцев стал очевиден глубокий раскол революционного лагеря. Португальская коммунистическая партия (ПКП) и её ультралевые союзники в Движении вооружённых сил — прежде всего Вашку Гонсалвиш и Отелу Сарайва ди Карвалью — обрели политическое влияние, непропорциональное реальной общественной поддержке. Динамика в этом направлении ускорилась после вынужденной отставки Спинолы с президентского поста в сентябре 1974 и подавления попытки правого переворота в марте 1975. Курс на советизацию Португалии декларировался практически открыто. Его сторонники в целом контролировали Революционный совет и сменяющиеся правительства. Под эту политику ускоренно подводилась структурная и законодательная база.
Правая оппозиция — Народно-демократическая партия (НДП; лидер Франсишку Са Карнейру) и Социально-демократический центр (СДЦ; лидер Диогу Пинту Фрейташ ду Амарал) — оттеснялась на обочину политики. Социалистическая партия (СП; лидер Мариу Соареш) подвергалась мощному военно-политическому и идеологическому давлению. В результате на первый план стали выходить более радикальные антикоммунистические и антимарксистские силы правоконсервативного и ультраправого толка.

## Антикоммунистическое подполье
6 января 1975 ультраправые активисты, связанные с Aginter Press, и бывшие агенты ПИДЕ создали Армию освобождения Португалии (ЭЛП). Во главе ЭЛП стал заместитель директора ПИДЕ Барбьери Кардозу (организатор убийства генерала Делгаду). Ближайшими соратниками Кардозу выступили офицер-парашютист Франсишку Браганса ван Уден (участник колониальной войны, представитель королевского Дома Браганса, правнук Мигела I), архитектор и бизнесмен Жозе Алмейда Араужу (один из основателей салазаристской Либеральной партии), профессор-юрист Педру Соареш Мартинеш (бывший министр в кабинете Салазара). Кардозу осуществлял общее руководство, Браганса ван Уден взял на себя оперативно-боевую часть, Алмейда Араужу вырабатывал политическую линию, Соареш Мартинеш формулировал идеологические установки. ЭЛП выступала под «красно-чёрными» штандартами с заметным неофашистским уклоном, призывала к «революции справа».
5 мая 1975 консервативные сторонники генерала Спинолы учредили Демократическое движение за освобождение Португалии (МДЛП). В этой организации преобладали офицеры-националисты, отличившиеся в колониальной войне — «герой тысячи сражений» капитан 1-го ранга Гильерме Алпоин Калван (командующий операцией «Зелёное море»), полковник Диаш ди Лима и подполковник Жилберту Сантуш и Каштру (активные участники колониальной и гражданской войн в Анголе), первый лейтенант Нуну Барбьери (сын Барбьери Кардозу). Они руководили военно-оперативной частью. Ведущими идеологами и политическими активистами движения были профессор Коимбрского университета Фернанду Пашеку ди Аморин, юрист Жозе Мигел Жудисе, поэт и историк Жозе Валле Фигейреду, преподаватель Коимбрского университета Луиш Са Кунья, лидер Христианско-демократической партии майор Жозе Саншеш Озориу. Важную поддержку оказал бразильский консервативный политик Карлос Ласерда. Жёстко антикоммунистическая программа МДЛП была выдержана в консервативно-демократическом ключе (без ультраправых черт, характерных для ЭЛП). Значительное место в ней занимала персона генерала Спинолы. Впоследствии, однако, к МДЛП примкнули правые радикалы типа промышленников Жуакина Феррейра Торреша и Абилиу ди Оливейры, начальника службы безопасности Са Карнейру Рамиру Морейры.
Обе организации объявили своей целью силовой отпор «марксистско-ленинской агрессии» и предотвращение коммунизации страны. ЭЛП сделала откровенную ставку на террористические методы борьбы. МДЛП, также применяя террор, организовывала массовые акции против коммунистов и леворадикалов. Сторонники ПКП, Гонсалвиша и Карвалью восприняли это отчасти с удовлетворением — в том плане, что такие действия давали формальное основание ужесточить режим.
Ожесточённое противостояние левым партиям наблюдалось на Азорских островах, где политическая обстановка накалялась Фронтом освобождения Азорских островов (ФОА), и на Мадейре — его аналогом Фронтом освобождения архипелага Мадейра (ФОАМ).

## Политический контекст
25 апреля 1975 года состоялись выборы в Учредительное собрание Португалии. Наибольшее количество голосов — 38 % — получили социалисты. Второе место с 26 % заняли праволибералы НДП. Третье — 12 % — коммунисты. Четвёртое — около 8 % — консервативно-центристский СДЦ. Таким образом, выборы показали преобладание в обществе социал-демократических и либеральных настроений. Однако правящая коммуно-социалистическая группа продолжила прежний курс.
Началась ускоренная национализация промышленности и банков (над финансовыми учреждениями устанавливался контроль ПКП, и предоставление кредитов обуславливалось партийной лояльностью). Было законодательно унифицировано профдвижение — создан единый Интерсиндикал под коммунистическим контролем. В деревни, особенно южные, направлялись военные комиссары для проведения фактической коллективизации. Власти осуществляли произвольные аресты политических противников. При этом было усилено финансирование государственного аппарата. Власти явно устанавливали над обществом жёсткий политико-идеологический контроль.
Ситуация предельно обострилась уже к концу весны. 27 мая был зафиксирован первый теракт ЭЛП. Взрыв в столице произошёл и 3 июня, на следующий день после открытия Учредительного собрания. 13 июня тревожные события случились на севере: власти попытались арестовать архиепископа Браги Франсишку Мария да Силва по надуманному обвинению в «контрабанде валюты»; при этом он был подвергнут унизительному обыску в аэропорту. Впоследствии выяснилось, что к ложному доносу было причастно правое подполье в расчёте на возмущение католической массы.
В начале июля представители СП и НДП обвинили премьера Гонсалвиша в формировании тоталитарного режима и вышли из состава правительства. 12 июля Революционный совет выразил доверие Гонсалвишу. На следующий день северные районы Португалии, особенно округ Брага, захлестнула волна антикоммунистических протестов, перерастающих в погромы. День 13 июля 1975 года обычно рассматривается как хронологический рубеж, положивший начало «Жаркому лету».

## Социальные особенности Севера
Главной социальной базой коммуно-социалистической политики являлись государственные служащие и массы сельскохозяйственных рабочих-батраков, сосредоточенные на юге страны, где преобладали крупные латифундии, преобразуемые в огосударствленные «кооперативы». Им противостояли предпринимательские круги и военная оппозиция (типичным представителем которой являлся Алпоин Калван), католическое духовенство и собственническое крестьянство. Массовую же базу португальский антикоммунизм обрёл в Северном регионе. Организационно-политический центр движения сформировался в Браге.

Север фактически был другой страной. Страной мелких фермеров и мелких предпринимателей, самостоятельных собственников, с 1960-х годов связанных с Западной Европой экспортом и миграцией. Рабочий класс Севера был занят не на крупных предприятиях, а на небольших фабриках, разбросанных по полям. И эта другая страна столкнулась с Югом государственных служащих, латифундий и крупных компаний — собственности старых семейств, охраняемых диктатурой и национализированных революцией. Яростные независимые сообщества объединились вокруг традиционных религиозных авторитетов. Летом 1975 года эти люди под звон колоколов вышли на улицы, чтобы бросить вызов лиссабонскому коммунизму.

Консервативно настроенные крестьяне-католики стали ударной силой антикоммунистических погромов.

Север оказался благодатной почвой для правых радикалов. Они смогли воспользоваться атмосферой антикоммунистического повстанчества, порождённой старыми структурами касикизма — глубоко укорененными в социальной среде фермеров, ремесленников и торговцев, протестовавших против левацкой коллективизации.

Авторитет католической церкви способствовал восприятию антикоммунистической агитации. Архиепархия Браги распространила брошюру, в которой идеология коммунизма характеризовалась как преступно античеловеческая. На стороне правых антикоммунистических сил открыто выступали командующий Северным военным округом Антониу Пиреш Велозу и гражданский губернатор округа Брага Эурику ди Мелу. Оба они получили прозвище Vice-Rei do Norte — Вице-король Севера.

## Силовая политическая борьба

### Структуры подполья и бунта
Организующую роль взяли на себя МДЛП Алпоина Калвана, ЭЛП Барбьери Кардозу, правопопулистское движение «Мария да Фонте» журналиста Параделы ди Абреу. Уже во время событий, 31 июля 1975, ультраправые «реторнадуш» — репатрианты из Африки во главе с Вашку Монтешем (организаторы обладали опытом ангольской гражданской войны на стороне ФНЛА) создали террористическую группировку CODECO. Координирующим центром выступали католические священники во главе с каноником Мелу.

Парадела ди Абреу тайно встретился с Франсишку Мария да Силва. Архиепископ согласился поставить церковь на службу большому проекту антикоммунистической борьбы. Кафедральный собор каноника Мелу поддержал восстание. В следующие недели по северу Португалии прошли огнём и мечом.

Оперативно-террористическую сеть МДЛП возглавили Жуакин Феррейра Торреш и Рамиру Морейра. Боевиками ЭЛП командовал Франсишку Браганса ван Уден. Финансирование осуществляли крупные бизнесмены, например, владелец текстильной компании Абилиу ди Оливейра.

Были там искатели приключений и насилия, были «правые Че Гевары», энтузиасты «национально-освободительной войны» против коммунизма. Но большинство — это те, кто аплодировал Фрейташу ду Амаралу, когда он на огромном митинге СДЦ 18 октября 1975 года сказал, что намерен жить в стране, где «каждый имеет право подниматься в жизни по своим личным способностям и заслугам, самостоятельно решать, как ему работать».

Особую роль играло движение «Мария да Фонте». Именно его активисты обеспечили массовый характер выступлений, антиправительственных демонстраций и антикоммунистических погромов. Этому способствовала опора на крестьянские сообщества, тесная связь с церковью, доходчивость агитации, обращение к национальным чувствам и традициям (например, активное привлечение популярных певцов фаду, особенно Жуана Браги).

В каждой епархии много приходов и много церквей. Тысячи колоколов, сотни тысяч католиков. Это структура готова к войне. Каждый приход — база, каждая церковь — крепость, каждый колокол — радиопередатчик.

Валдемар Парадела де Абреу

Отношения между участниками движения были отнюдь не безоблачными. Консервативная МДЛП и ультраправая ЭЛП проявляли взаимную неприязнь. Жозе Саншеш Озориу называл ЭЛП «антидемократической, фашистской и криптонацистской» организацией.

Предложения ЭЛП часто бывали для нас неприемлемы по методам и последствиям. Объединяющий антикоммунизм — фактор важный, но недостаточный.

Алпоин Калван.

В свою очередь, боевики ЭЛП критиковали МДЛП и Спинолу за «мягкость к врагу», называли их «провокаторами в правом движении». При этом ультраправые террористы ЭЛП активно сотрудничали с близким по духу CODECO. Парадела ди Абреу, как лидер массового внутреннего движения, свысока относился к малочисленным организациям с базами за границей. Однако общность задач оказывалась сильнее противоречий и вражды. Эффективно способствовал консолидации общепризнанный авторитет каноника Мелу.

### Прямое действие справа
Наибольший размах антикоммунистические протесты и силовые столкновения приобрели в августе — после проповеди архиепископа Браги Франсишку Мария да Силва, произнесённой в кафедральном соборе. Тысячи прихожан, многие из которых состояли в движении «Мария да Фонте», громили представительства сталинистской компартии, маоистского Народно-демократического союза и близких к ним организаций.

— Кто были те люди, на севере?

— Тысячи людей из церкви.

— Каноник Мелу из Браги?

— Да, Каноник Мелу был краеугольным камнем движения.

— Кто сжигал штабы компартии на севере?

— Было кому на местах. Например, пират по имени Парадела ди Абреу. Полезный пират.

Интервью с Алпоином Калваном

Во всех городах Северного региона проходили массовые антикоммунистические и антиправительственные демонстрации. Организационными центрами являлись — в соответствии с изначальным планом Параделы ди Абреу — католические приходы. Церковные здания превратились в повстанческие штабы. Беспорядки и столкновения постепенно распространялись к югу, перекинувшись в столицу. В физическое противостояние с коммунистами и ультралевыми активно включались молодёжные организации правых, особенно Центристская молодёжь.

Только в июле 1975 произошло 86 актов насилия в отношении помещений и партийных лидеров ПКП. В августе было зафиксировано 153 нападения, из которых 55 сопровождались разрушением офисов ПКП, 29 поджогов и 15 взрывов… Это движение рассматривалось исключительно с точки зрения политической борьбы против ПКП, допускавшей применение насилия.

Отчёт военно-следственной полиции о 453 террористических акциях

Попытки подавить выступления оказывались малоэффективными. Население северных районов в большинстве своём поддерживало антикоммунистических активистов. В сентябре 1975 года Парадела ди Абреу предлагал Алпоину Калвану организовать приезд на Север генерала Спинолы и сформировать под его руководством «правительство свободной Португалии». Парадела был уверен, что «нет военной силы, способной победить северное восстание». Особенно тревожным сигналом для правительства и Революционного совета стала позиция северных армейских гарнизонов, которые под командованием Пиреша Велозу фактически вышли из повиновения Лиссабону.

## Антикоммунистическая консолидация
Атаки приняли такой масштаб, что уже 17 июля правительство Гонсалвиша подало в отставку. Однако 19 июля руководство ДВС подтвердило его полномочия. 25 июля было объявлено о передаче всей полноты власти триумвирату в составе Гонсалвиша, Карвалью и президента Франсишку да Кошта Гомиша. 8 августа Гонсалвиш вновь возглавил правительство.
Но уже через три недели Гонсалвиш был отстранён от премьерства. Немалую роль в этом сыграл Карвалью, занимавший ещё более радикальные позиции (близкие к геваризму и маоизму). В то же время в ДВС возникла левоцентристская Группа девяти во главе с Эрнешту Мелу Антунешем: она выступала с позиций демократического социализма, против советизации и коммунизации. Ещё более жёсткую позицию заняла правая Военная группа Антониу Рамалью Эаниша и Жайме Невиша. Активизировалась и Социалистическая партия — сторонники Мариу Соареша организовывали массовые митинги в центральных районах страны, включая столицу.
7 августа 1975 «Группа девяти» — состав которой быстро расширялся — выступила с политическим заявлением, в котором жёстко критиковался «революционный авангард», навязывающий португальскому народу отвергаемый им проект. 10 августа 1975 с пастырским посланием выступил архиепископ Браги Франсишку Мария да Силва — он резко осудил административно-идеологический произвол компартии и призывал католиков на защиту традиционных ценностей. Первый документ явно был обращён к демократически настроенным военным и горожанам. Второй — к консервативному крестьянству. Майор Мелу Антунеш и каноник Мелу Пейшоту придерживались абсолютно различных, во многом противоположных позиций. Однако в августе 1975 у них обозначился общий противник в лице компартии и группировок Гонсалвиша и Карвалью. Это объективное сближение позиций оказалось основным результатом «Жаркого лета».
Столкновения июля — августа 1975 явились общенациональной пробой сил перед ключевыми событиями 25 ноября. Стало очевидно, что консерваторы, либералы и демократические социалисты имеют в стране большую поддержку, нежели коммунисты и их марксистские союзники. Жёсткость антикоммунистических погромов, опасения прямой расправы вынудили ПКП к осторожности (играло роль также впечатление от недавних чилийских событий). Процессы «Жаркого лета» предвосхитили поражение коммунистов и леворадикалов перед началом зимы.

## Терроризм 1976 года
Несмотря на хронологическую привязку понятия «Жаркое лето», некоторые исследователи отмечают, что наиболее жестокие теракты произошли не в 1975, а в апреле-мае 1976 года. Как правило, они связываются с оперативной группой Рамиру Морейры и боевиками ЭЛП — убийство Падре Макса, убийство Розинды Тейшейра при покушении на её мужа-коммуниста, взрывы в посольстве Кубы (двое убитых), в профсоюзном отделе ПКП (один убитый), в штаб-квартире ПКП в Авейру (один убитый).

## «Жаркое лето» в Diário de Notícias
Термин Verão Quente 1975 имеет в Португалии и другое, более узкое значение. Такое название получил конфликт в популярной газете Diário de Notícias, длившийся с 9 апреля по 25 ноября 1975 года. Руководством редакции была уволена группа сотрудников — 24 человека — возражавших против левоориентированной политической линии в подаче информации. Затянувшийся конфликт отражал общеполитические процессы. После 25 ноября издание временно прекратило выход, но вскоре возобновилось на более правых позициях.